# زندگی جدید امپراتور
زندگی جدید امپراتور (به انگلیسی: The Emperor's New Groove) انیمیشنی است از والت دیزنی که توانست در رقابت‌های اسکار سال ۲۰۰۱، برندهٔ جایزهٔ اسکار بهترین موسیقی متن شود.

## داستان
امپراتور اینکا، کوزکو، مغرور است، برای نیازهای دیگران، به ویژه دهقانان صبر نمی‌کند و از موقعیت قدرت خود سوء استفاده می‌کند. کوزکو برای تولد ۱۸ سالگی خود قصد دارد یک روستای محلی را تخریب کند تا یک عمارت تابستانی مجلل - «کوزکوتوپیا» - در برابر مخالفت‌های رهبر روستا، پاچا، بسازد. پس از اینکه او یزما، مشاور خود را اخراج کرد، او نقشه می‌کشد تا با مسموم کردن کوزکو، تاج و تخت را غصب کند. در عوض، او و دستیار کم هوش اما مهربانش کرونک به‌طور تصادفی به او معجونی می‌دهند که او را به یک لاما تبدیل می‌کند. یزما به کرونک دستور می‌دهد که کوزکو را بیهوش کند، سپس او را از بین ببرد، اما یک سکته وجدان، کرونک را از انجام دومی بازمی‌دارد. کوزکو ناخواسته توسط پاچا به دهکده اش برده می‌شود و در آنجا به پاچا دستور می‌دهد تا او را به قصر بازگرداند. پاچا از کمک به کوزکو امتناع می‌ورزد مگر اینکه نظرش تغییر کند و کوزکوتوپیا را در جای دیگری بسازد و کوزکو در عوض به تنهایی حرکت می‌کند و در جنگلی توسط یک جگوار مورد حمله قرار می‌گیرد.. پاچا او را نجات می‌دهد و کوزکو شرایط پاچا را برای اسکورت او به خانه می‌پذیرد. در حالی که در ابتدا در تضاد هستند، این دو یادمی‌گیرند که با یکدیگر همکاری کنند و طرف خوب یکدیگر را به دست آورند. در همین حال، یزما، اکنون ملکه، متوجه می‌شود که کرونک کوزکو را حذف نکرده‌است و به دنبال یافتن او می‌شود. دو نفر در همان زمان به یک ناهارخوری می‌رسند، کاملاً از حضور دیگران بی خبرند. پاچا نقشه‌های یزما را می‌شنود و کرونک تقریباً پاچا را می‌شناسد. هنگامی که پاچا سعی می‌کند به کوزکو در مورد یزما هشدار دهد، کوزکو او را زیر پا می‌گذارد و باعث می‌شود پاچا آنجا را ترک کند و سپس دسیسه‌های ایزما را در مورد خودش می‌شنود. کوزکو تنها، گمشده و با درک اینکه هیچ‌کس در امپراتوری دلش برای او تنگ نمی‌شود، با ناراحتی از زندگی یک لاما تسلیم می‌شود، اما با پاچا روبرو می‌شود و این دو با هم آشتی می‌کنند. در همین حال، کرونک بالاخره پاچا و ارتباطش با کوزکو را به یاد می‌آورد. او و یزما در خانه پاچا منتظر آنها هستند و خود را به عنوان اعضای خانواده دور نشان می‌دهند. پاچا از خانواده‌اش می‌خواهد که ایزما را به تأخیر بیندازند و به او و کوزکو اجازه دهند به پایتخت بازگردند. آنها ابتدا به آزمایشگاه مخفی یزما می‌رسند تا یزما به آنها برسد و آماده کشتن کوزکو شود. کوزکو در حین فرار از یزما و نگهبانان کاخ، تمام معجون‌ها را امتحان می‌کند تا زمانی که دو نفر باقی می‌مانند. یزما به‌طور تصادفی روی یکی از این دو فرود می‌آید و به یک گربه کوچک تبدیل می‌شود. با وجود تغییر شکل، او، کوزکو و پاچا برای ویال نهایی مبارزه می‌کنند، اما یزما به‌طور غیرمنتظره ای توسط کرونک خنثی می‌شود و کوزکو آن را می‌نوشد و در نهایت به شکل انسانی خود بازمی‌گردد. اکنون کاملاً تغییر یافته‌است، کوزکو با کسانی که به آنها توهین کرده جبران می‌کند و تاج و تخت خود را بازمی‌یابد، در حالی که تصمیم می‌گیرد خانه تابستانی خود را، یک کلبه ساده، بر روی تپه‌ای خالی از سکنه در کنار خانه پاچا بسازد. در جاهای دیگر، کرونک به یک رهبر پیشاهنگی تبدیل شده‌است و به نیروهای جدید آموزش می‌دهد که چگونه به سنجاب صحبت کنند، از جمله ایزمای بی میل، که هنوز به شکل گربه باقی مانده‌است.

## صدا
- صداپیشگان

| نقش              | صداپیشه اصلی    | صداپیشه فارسی     |
| ---------------- | --------------- | ----------------- |
| امپراتور کوزکو   | دیوید اسپید     | اشکان صادقی       |
| پاچا             | جان گودمن       | محمدرضا علیمردانی |
| ایزما            | ارتا کیت        | آرزو آفری         |
| چیچا (همسر پاچا) | وندی مالیک      | آرزو آفری         |
| کرانک            | پاتریک واربرتون | محمدرضا علیمردانی |
| باکی، سنجاب      | باب برگن        | باب برگن          |
| رودی، پیرمرد     | جان فیدلر       | محمدرضا علیمردانی |

## جوایز دریافتی
- نامزد دریافت ۲۲ جایزه و برنده ۶ جایزه دیگر از جشنواره‌های مطرح فیلم دنیا
- برنده جایزه اسکار بهترین موسیقی متن فیلم در سال ۲۰۰۱.
-نامزد دریافت جایزه Golden Reel Award بهترین گروه میکس و تدوین فیلم در سال ۲۰۰۱.
- برنده جایزه آنی، بهترین شخصیت‌های انیمیشن و بهترین صداگذاری و بهترین فیلم انیمیشن در سال ۲۰۰۱